# Andrzej Śliwiński

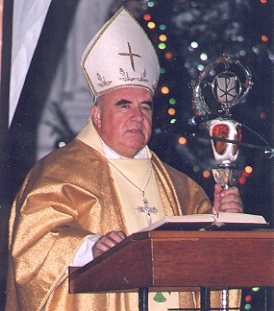
Bischof Andrzej Śliwiński

Andrzej Józef Śliwinski (* 6. Januar 1939 in Werblinia, Woiwodschaft Pommern, Polen; † 9. September 2009 in Elbląg, Woiwodschaft Ermland-Masuren, Polen) war römisch-katholischer Bischof von Elbląg.

## Leben
Andrzej Śliwiński studierte von 1956 bis 1961 am Priesterseminar des Bistums Kulm in Chełmno und empfing am 17. Dezember 1961 die Priesterweihe. Nach seinem Vikariat studierte er von 1964 bis 1968 an der Katholischen Universität Lublin und wurde in Katholischer Dogmatik promoviert. Von 1970 bis 1986 war er Generalvikar des Bistums Kulm.
Papst Johannes Paul II. ernannte ihn 1986 zum Titularbischof von Arindela und bestellte ihn zum Weihbischof in Chełmno. Der Erzbischof von Warschau, Józef Kardinal Glemp, spendete ihm am 15. Juni 1986 die Bischofsweihe; Mitkonsekratoren waren Marian Przykucki, Bischof von Kulm, und Henryk Muszynski, Weihbischof in Chełmno. 1992 wurde er zum ersten Bischof des neugegründeten Bistums Elbląg ernannt.
Śliwiński war Kaplan der polnischen Sportler. Von 1987 bis 2006 war er Präsident des Verbandes der katholischen Sportler der Republik Polen.
2003 musste er auf Geheiß des Vatikans von seinem Bischofsamt zurücktreten, weil er unter Alkoholeinfluss einen Autounfall verursacht hatte.